# Forcipomyia anguliforceps
Forcipomyia anguliforceps är en tvåvingeart som beskrevs av Tokunaga 1940. Forcipomyia anguliforceps ingår i släktet Forcipomyia och familjen svidknott. Inga underarter finns listade i Catalogue of Life.